# Objet substellaire

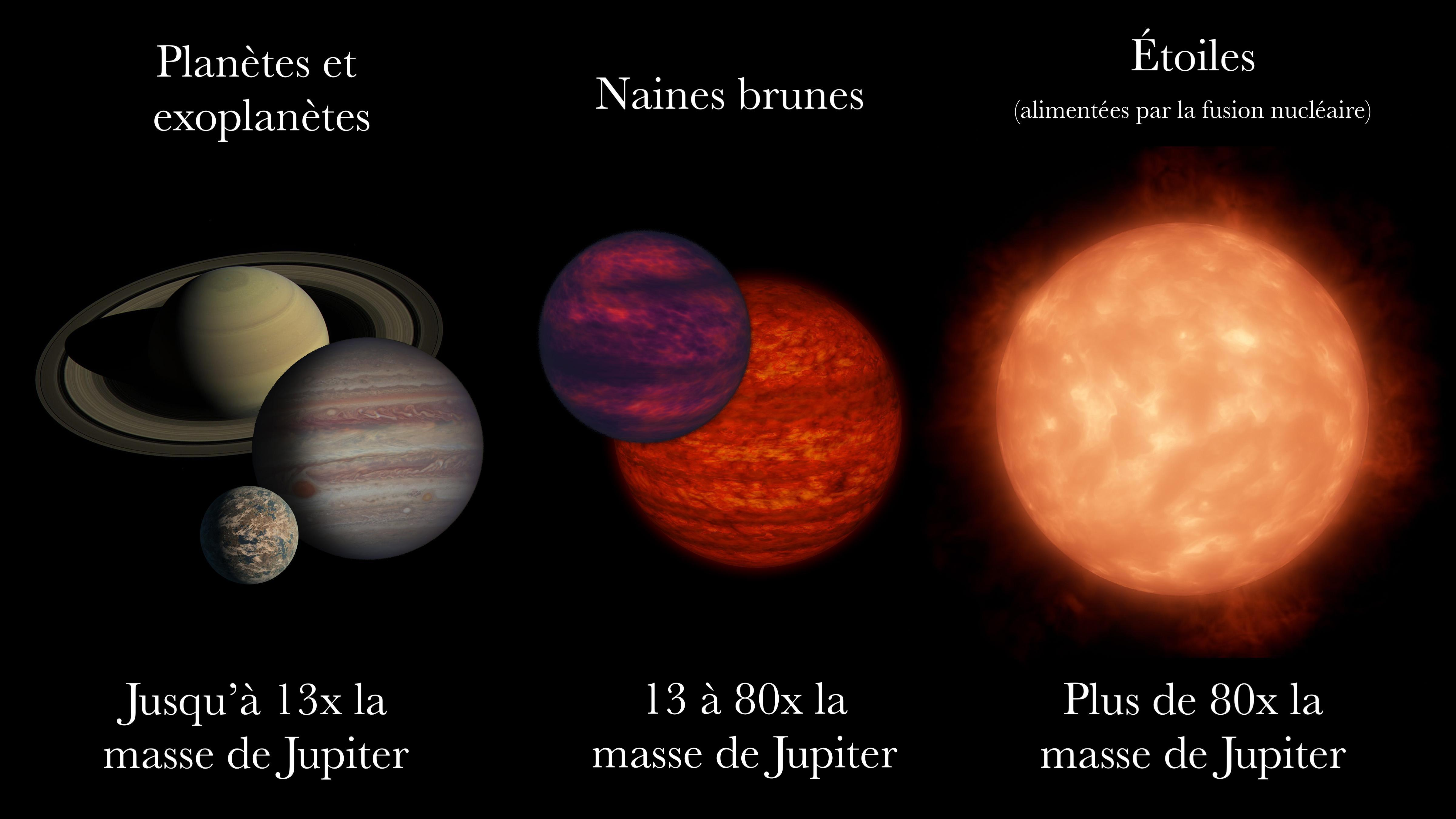

Un objet substellaire, ou sous-stellaire, est un corps céleste dont la masse est inférieure à la masse limite permettant la fusion de l'hydrogène par chaîne proton-proton au cœur de l'astre, soit environ 0,08 M{\displaystyle {\begin{smallmatrix}_{\odot }\end{smallmatrix}}} (masses solaires), ou encore ~ 85 MJ (masses joviennes).
Par cette définition, les objets substellaires regroupent les objets de masse planétaire (de masse inférieure à 13 MJ), les naines brunes (de masse comprise entre 13 et 85 MJ), ainsi que les résidus d'étoiles, tels que EF Eridani B, de masse inférieure à 85 MJ,,.
Au-delà de 13 MJ, limite supérieure traditionnellement retenue pour distinguer les planètes géantes gazeuses des naines brunes, de tels objets sont assez massifs pour permettre la fusion du deutérium (seconde étape de la chaîne proton-proton), pendant une durée comprise entre environ 1 et 100 millions d'années selon leur masse.
Hormis cette éventuelle brève étape, les objets substellaires n'émettent que l'énergie générée par le mécanisme de Kelvin-Helmholtz lors de leur contraction gravitationnelle, comme c'est par exemple le cas de Jupiter et Saturne dans le Système solaire.